# تيم هارفورد
تيموثي دوغلاس هارفورد (من مواليد 27 سبتمبر 1973) هو صحفي اقتصادي إنجليزي يعيش في أكسفورد.    هارفورد هو مؤلف أربعة كتب في الاقتصاد    ويكتب عموده الطويل في صحيفة فاينانشال تايمز. كتابه المخبر الاقتصادي ، والذي يتم نشره في مجلة Slate، يستكشف الأفكار الاقتصادية وراء التجارب اليومية. 
منذ أكتوبر 2007، قدم هارفورد برنامج More or Less على إذاعة BBC 4. تتوفر مقاطع السلسلة أيضًا على شكل ملفات بودكاست. بعد ذلك، أطلق هارفورد بودكاسته الخاص على شبكة إنتاج البودكاست Pushkin Industries ، والذي أطلق عليه اسم <i id="mwPA">Cautionary Tales</i>.  

## تعليم
وُلِد هارفورد في مقاطعة كينت.  تلقى تعليمه في مدرسة آيلزبري الثانوية وكلية براسينوس في أكسفورد ، وحصل على درجة البكالوريوس في الفلسفة والسياسة والاقتصاد (PPE) ثم حصل على درجة الماجستير في الفلسفة في الاقتصاد عام 1998م. 